# 臺北市立士林國民中學
臺北市立士林國民中學（英語：Taipei Municipal Shilin Junior High School），簡稱士中或士林國中，位於臺北市士林區的一所國民中學。

## 校史

### 分校前
- 1945年士林各界熱心人士，為便利子弟就近入學，請准臺北縣政府創設士林初級中學。
- 1946年9月，正式成立臺北縣立士林初級中學，並開始招生，共計兩班。
- 1949年陽明山管理局成立，改歸於陽明山管理局士林初級中學。
- 1951年8月，恢復舊名臺北縣立士林初級中學，但學校行政仍隸屬陽明山管理局。
- 1964年8月，奉准試辦高中。
- 1967年1月，改制為陽明山管理局士林中學（初中部）。
- 1968年1月，陽明山管理局改隸屬於臺北市。

### 分校後
- 1968年7月，分為陽明山管理局士林高級中學與陽明山管理局士林國民中學兩校，惟高中仍暫於國中校址上課。
- 1969年8月1日，士林高中直隸臺北市政府教育局管轄，改制為臺北市立士林高級中學。
- 1970年，兩校行政系統徹底劃分。
- 1973年12月，陽明山管理局精簡編制，一般行政業務劃歸臺北市政府直接掌理，該校乃改歸於臺北市政府，校名定為臺北市立士林國民中學。
- 1975年2月15日，士林高中於北投石牌的新校區完成並遷出原教室，該校始有一完整校區，並改名為台北市立中正高級中學[1]。
- 2022年11月12日，76週年校慶，啟用新體育館「騰雲館」[2]。

## 歷任校長
| 任別 | 姓名   | 任期                | 備註                                                     |
| ---- | ------ | ------------------- | -------------------------------------------------------- |
| 1    | 蘇進傳 | 1946年9月—1947年6月 |                                                          |
| 2    | 何江山 | 1947年7月—1954年8月 |                                                          |
| 3    | 謝大荒 | 1954年9月—1956年1月 |                                                          |
| 4    | 邵夢蘭 | 1956年2月—1971年6月 | 1968年7月—1971年6月兼任兩校校長，1971年7月起專任高中校長 |
| 5    | 徐駿德 | 1971年7月—1973年7月 |                                                          |
| 6    | 黃中興 | 1973年8月—1980年7月 |                                                          |
| 7    | 方紹孔 | 1980年8月—1990年7月 |                                                          |
| 8    | 鄭顯三 | 1990年8月—1993年7月 |                                                          |
| 9    | 邵忠雄 | 1993年8月—1997年7月 |                                                          |
| 10   | 鄭茂正 | 1997年8月—1998年8月 |                                                          |
| 11   | 溫怡梅 | 1998年8月—2002年7月 |                                                          |
| 12   | 孔承先 | 2002年8月—2008年7月 |                                                          |
| 13   | 蕭梨梨 | 2008年8月—2012年7月 |                                                          |
| 14   | 陳錦謀 | 2012年8月—2018年7月 |                                                          |
| 15   | 林凱瓊 | 2018年8月—          |                                                          |

## 校友
- 陳安邦
- 庹宗康
- 張懸
- 焦元溥
- 李愛綺
- 陳綺貞
- 宋楚瑜
- 陳彥博
- 安以軒
- 曾揚岳
- 劉明峰
- 粘立人
- 吳碧珠
- 李杜軒
- 易恩
- 邱子芯

## 學校周邊
- 士林國民小學
- 台北捷運
- 士林站
- 華榮市場

## 外部連結
- 臺北市立士林國民中學 （页面存档备份，存于）
- 士林國中活動花絮的Facebook專頁
- SLST的Facebook專頁
- SLBT的Facebook專頁
- 士林國中弦樂團的Facebook專頁
- 士林國中國際交流-Slitp的Facebook專頁